# Victoria Cabello
Victoria Ellen Cabello (Londres, 12 de marzo de 1975) es una actriz y presentadora de televisión nacida en Inglaterra y nacionalizada italiana.

## Biografía
Cabello nació en Londres, hija de padre italiano y madre inglesa, y creció en Valsolda, una pequeña ciudad de la provincia de Como a pocos kilómetros de Suiza.
Comenzó su carrera televisiva en 1997 como una de las VJs originales de MTV Italia, donde presentó el programa Select MTV desde Londres. También apareció en el programa de variedades Le Iene del canal Italia 1, donde realizaba entrevistas cómicas con famosos italianos y celebridades internacionales. Entre 2005 y 2008 presentó el programa de entrevistas Very Victoria en MTV Italia. En 2006 fue anfitriona del 56.º Festival de la Canción de San Remo con Giorgio Panariello e Ilary Blasi. En 2009 se trasladó al canal La7, donde presentó el programa de entrevistas Victor Victoria - Niente è come sembra.
De septiembre de 2011 a mayo de 2013 fue anfitriona del programa futbolístico Quelli che... il Calcio en Rai 2. En septiembre de 2013 reemplazó a Simona Ventura como jueza en la octava temporada de la versión italiana de X Factor junto a Fedez, Morgan y Mika.